# Lambis scorpius
Lambis scorpius is een slakkensoort uit de familie Strombidae. De wetenschappelijke naam is gepubliceerd in 1758 door Carl Linnaeus in de tiende editie van Systema naturae.